# Ivan Anton Vasilj
Ivan Anton Vasilj (Zadar, 5. travnja 1991.) je hrvatski nogometaš. Trenutačno nastupa za RNK Split.

## Karijera
Nogomet je počeo igrati u omladinskoj školi NK Zadar. Kao kapetan juniorske momčadi Zadra pridružuje se prvoj momčadi. Za seniorsku momčad debitirao je 6. ožujka 2010. godine u prvenstvenoj utakmici protiv Karlovca. Za Zadar je nastupio u 80 prvenstvenih utakmica. U siječnju 2014. raskida ugovor s Zadrom te nešto kasnije prelazi u Hajduk kao slobodan igrač. S Hajdukom potpisuje ugovor na 3,5 godine.
Statistika u Hajduku
| Natjecanje        | Nastupi | Zgoditci |
| ----------------- | ------- | -------- |
| Prvenstvo         | 7       | 0        |
| Kup               | 1       | 0        |
| Superkup          | 0       | 0        |
| Međunarodne       | 1       | 0        |
| Splitski podsavez | 0       | 0        |
| Ukupno            | 9       | 0        |
| Prijateljske      | 15      | 1        |
| Sveukupno         | 24      | 1        |

## Vanjske poveznice
- Profil na hajduk.hr
- Profil na transfermarkt de